# Schistochila pusilla
Schistochila pusilla là một loài rêu tản trong họ Schistochilaceae. Loài này được (Schiffner) Stephani miêu tả khoa học lần đầu tiên năm 1909.